# 米尔 (安德尔省)
米尔（法語：Murs）是法国安德尔省的一个市镇，位于该省西部，属于沙托鲁区。该市镇总面积23.05平方公里，2009年时的人口为120人。

## 人口
米尔人口变化图示